# István Tamássy
István Tamássy (4 novembre 1910 – 30 maggio 1994) è stato un calciatore ungherese, di ruolo attaccante.

## Palmarès

### Club

#### Competizioni nazionali
- Campionato ungherese: 1

Újpest: 1924-1935